# Leah Ridge
Leah Ridge ist ein felsiger Gebirgskamm im ostantarktischen Mac-Robertson-Land. In der Athos Range der Prince Charles Mountains ragt er 1,5 km nordwestlich des Dawson-Nunataks und 8 km nordwestlich des Mount Béchervaise auf.
Wissenschaftler einer Mannschaft der Australian National Antarctic Research Expeditions erkundeten ihn im November 1966. Ihnen gelang im Dezember 1966 auch die Erstbesteigung. Das Antarctic Names Committee of Australia benannte ihn nach dem Decknamen „Leah“ auf der Mawson-Station zur Identifizierung dieser Mannschaft. 